# 콜로니 자극 인자
콜로니 자극 인자(영어: colony-stimulating factor, CSF) 또는 집락 자극인자(集落刺戟因子)는 조혈모세포 표면의 수용체 단백질에 결합하는 분비된 당단백질이며, 이에 따라 세포가 증식하고 특정 종류의 혈구 (보통 백혈구)로 분화할 수 있는 세포 내 신호 경로를 활성화한다.
이들은 체내에서 합성이 되기도 하지만 외인성으로 투여될 수 있다. 그러나 이러한 분자는 내인성 분자와 약간 다르기 때문에 후기 단계에서 검출될 수 있다.

## 어원
콜로니 자극 인자라는 이름은 발견 방법에서 유래되었다.
조혈모세포는 세포가 이리저리 움직이는 것을 방지하는 소위 반고체 기질에서 배양되어 단일 세포가 증식하기 시작하면 이로부터 유래한 모든 세포가 반고체 기질 주위에 뭉친 상태를 유지한다. 이를 콜로니(Colony)라고 한다. 따라서 조혈모세포의 배양물에 다양한 물질을 첨가한 다음 어떤 종류의 콜로니가 자극되었는지 조사하는 것이 가능해졌다.
예를 들어, 대식세포의 콜로니 형성을 자극하는 것으로 밝혀진 물질은 대식세포 콜로니 자극 인자, 과립구의 경우, 과립구 콜로니 자극 인자 등으로 불렸다.

## 메커니즘
콜로니 자극 인자는 조혈 미세 환경의 다른 막 결합 물질과 달리 용해성 (투과성)이다. 이것은 때때로 CSF의 정의로 사용된다. 그들은 주변분비 신호(Paracrine signaling), 내분비(Endocrine), 자가분비 신호(Autocrine signaling)를 통해 변환한다.

## 종류
콜로니 자극 인자는 다음과 같다.
- 대식세포 집락 자극 인자 (CSF1)
- 과립구 대식세포 콜로니 자극 인자 (GM-CSF)
- 과립구 콜로니 자극 인자 (G-CSF)
- 인터루킨 3
- 프로메가포이에틴

## 임상 용도
- 골수 자극
- 줄기세포 동원